# Joana Barbany i Freixa
Joana Barbany i Freixa   (Barcelona, 22 de desembre de 1973) és una comunicadora digital i política catalana, professional del sector TIC amb més de 20 anys d’experiència vinculada al món digital i les noves tecnologies tant al sector públic com privat.

## Trajectòria
Llicenciada en periodisme per la Universitat Pompeu Fabra (UPF) i diplomada en Ciències Empresarials per la Universitat de Vic (UVIC). A més, disposa d'un màster en Comunicació Empresarial i Tecnologies Digitals (UPF-BSM) i un Postgrau en Gestió del Coneixement per la Universitat Oberta de Catalunya (UOC). Va completar els seus estudis amb programes de lideratge a ESADE, IESE i AED.
La seva carrera professional s'ha centrat en la comunicació digital i la consultoria estratègica i d'organitzacions. Durant la seva trajectòria professional ha exercit diversos càrrecs en l'administració relacionats amb la comunicació i les plataformes digitals.
Entre 2011 i 2017 fou estat regidora de Comunicació, Informació, Atenció Ciutadana, Promoció de la Ciutat i Tecnologia i tinent d'alcalde de Promoció Econòmica, Innovació i Govern Obert a l'Ajuntament de Sant Cugat del Vallès, com a part de l'equip de govern de Convergència Democràtica de Catalunya. El juny del 2018 va ser nomenada directora general de la Societat Digital de la Generalitat de Catalunya, dins l'equip del conseller Jordi Puigneró, fins que va ser destituïda el novembre de 2022 a conseqüència de la sortida de Junts del govern de coalició amb ERC. Ha format part del Consell d’Administració de l'Agència de Ciberseguretat de Catalunya i d’ ESADE Creapolis, així com de Consellera assessora o Patrona de diferents entitats, com la UOC, Barcelona Digital Talent-MWC o Women in Mobile.
En relació al sector privat, s'ha especialitzat en la consultoria estratègica de projectes per empreses del sector digital com LaviniaTC o LTCProject. Actualment és Directora de desenvolupament de Negoci a Technology by Page Group. També exerceix de consultora i assessora experta en temes relacionats amb l’impacte de la tecnologia i les ESG per empreses com Roca Salvatella, Ship2B i AticcoLab. També és membre del Patronat de la Fundació Innovació, Recerca i Tecnologia Educativa (Firtedu).
Ha treballat per a la igualtat d’oportunitats i la reducció de la bretxa digital, en especial aquella destinada a fomentar la major presència de les dones al sector digital i tecnològic. És ambaixadora de la xarxa internacional Women in tech, membre de l'European Women on Boards, i ha estat mentora a l’associació Technovation.
El 2023 va publicar el seu primer llibre “Rehumanizando la Tecnología” (editorial Profit), en el que reflexiona sobre l’impacte de la tecnologia en les persones, l’empresa i la societat. El 2024 va sortir la versió en català del llibre.